# Martin Vaïsse
Martin Vaïsse (* 11. August 1987) ist ein ehemaliger französischer Tennisspieler.

## Karriere
Vaïsse spielt hauptsächlich auf der ATP Challenger Tour und der ITF Future Tour. Er feierte sechs Einzel- und einen Doppeltitel auf der Future Tour. Sein Debüt im Einzel auf der ATP World Tour gab er im Mai 2014 bei den Open de Nice Côte d’Azur, bei denen er bereits in der Auftaktrunde gegen Nicolas Mahut in drei Sätzen verlor.
Im Doppel gab er sein Debüt auf der ATP World Tour im Februar 2013 beim Open 13, als er an der Seite von Maxime Chazal in Runde eins gegen Sanchai Ratiwatana und Sonchat Ratiwatana ausschied. 2016 spielte er letztmals ein Turnier.